# Taller
Taller (okzitanisch: Talèr) ist eine französische Gemeinde mit 680 Einwohnern (Stand: 1. Januar 2022) im Département Landes in der Region Nouvelle-Aquitaine. Sie gehört zum Arrondissement Dax und zum Kanton Côte d’Argent. Die Einwohner werden Tallésiens genannt.

## Geographie
Die Gemeinde Taller liegt inmitten der Landes de Gascogne, dem größten Waldgebiet Frankreichs, etwa 18 Kilometer nördlich von Dax und 26 Kilometer östlich der Atlantikküste. Umgeben wird Taller von den Nachbargemeinden Lesperon im Norden, Rion-des-Landes im Nordosten, Laluque im Osten und Südosten, Gourbera im Süden sowie Castets im Westen.
Durchz die Gemeinde Taller führt die Via Turonensis, eine Variante des Jakobswegs.

## Geschichte
982 oder 983 (nach anderen Angaben 988) kam es hier zu der Schlacht von Taller, bei der Wilhelm II. der Gascogne die Wikinger besiegte und damit die andauernden Raubzüge in der Gascogne beendete.

## Bevölkerungsentwicklung
| Jahr                       | 1962 | 1968 | 1975 | 1982 | 1990 | 1999 | 2006 | 2012 | 2021 |
| -------------------------- | ---- | ---- | ---- | ---- | ---- | ---- | ---- | ---- | ---- |
| Einwohner                  | 422  | 396  | 404  | 389  | 396  | 418  | 406  | 559  | 668  |
| Quellen: Cassini und INSEE |      |      |      |      |      |      |      |      |      |

## Sehenswürdigkeiten
- Kirche Saint-Barthélemy aus dem 16. Jahrhundert, Monument historique

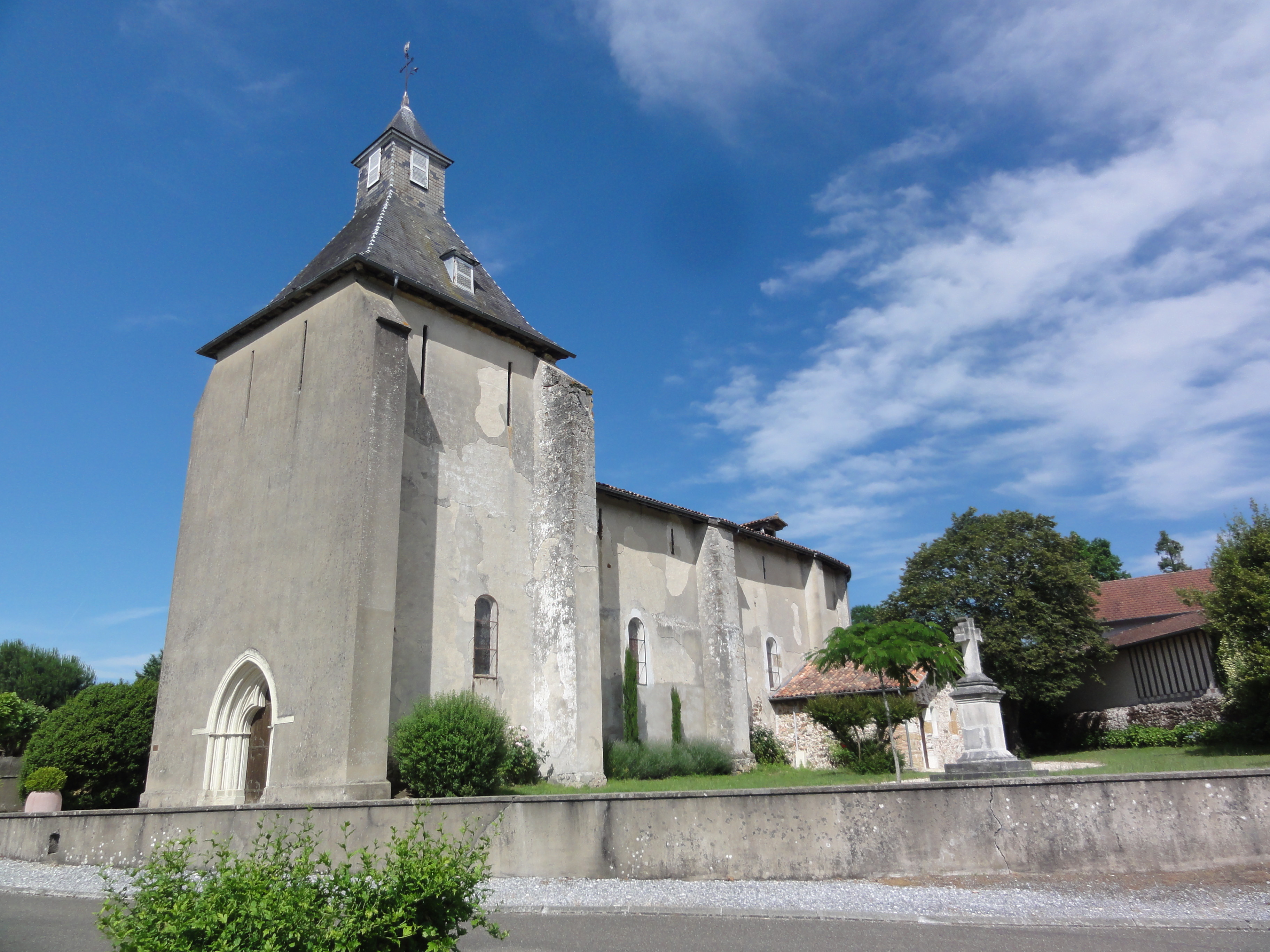
Kirche Saint-Barthélemy
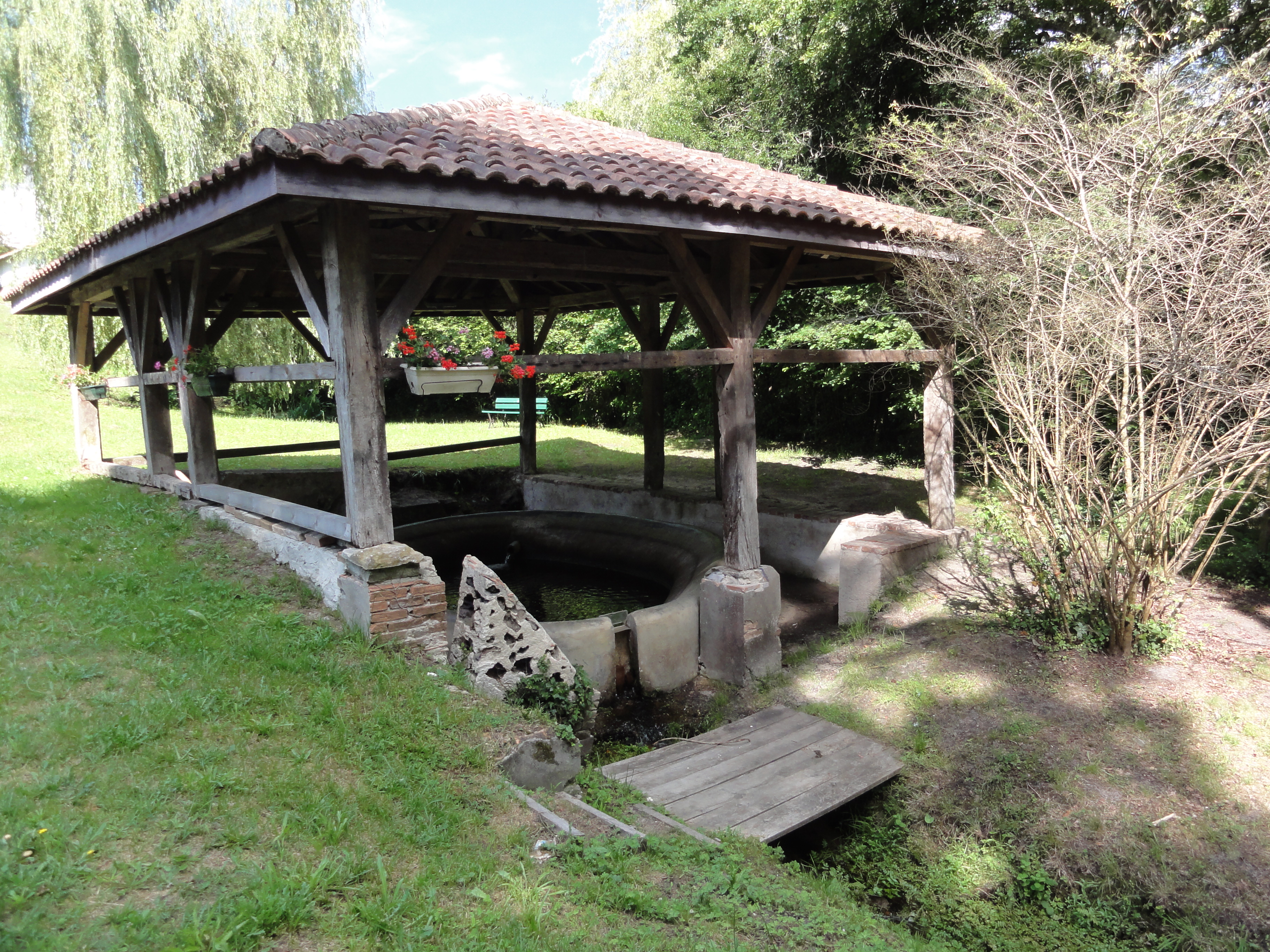
Lavoir
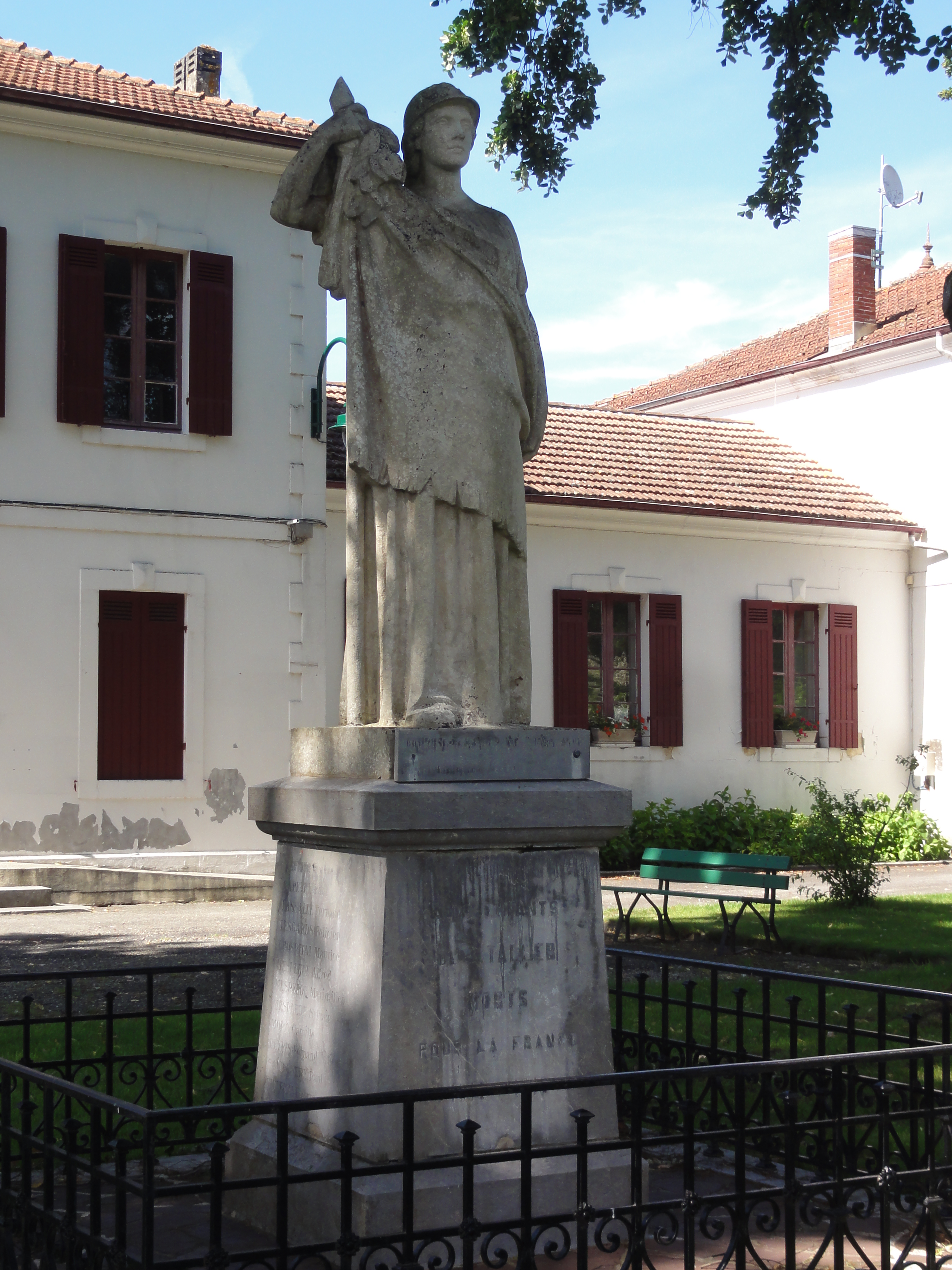
Gefallenendenkmal